# Raisio Group

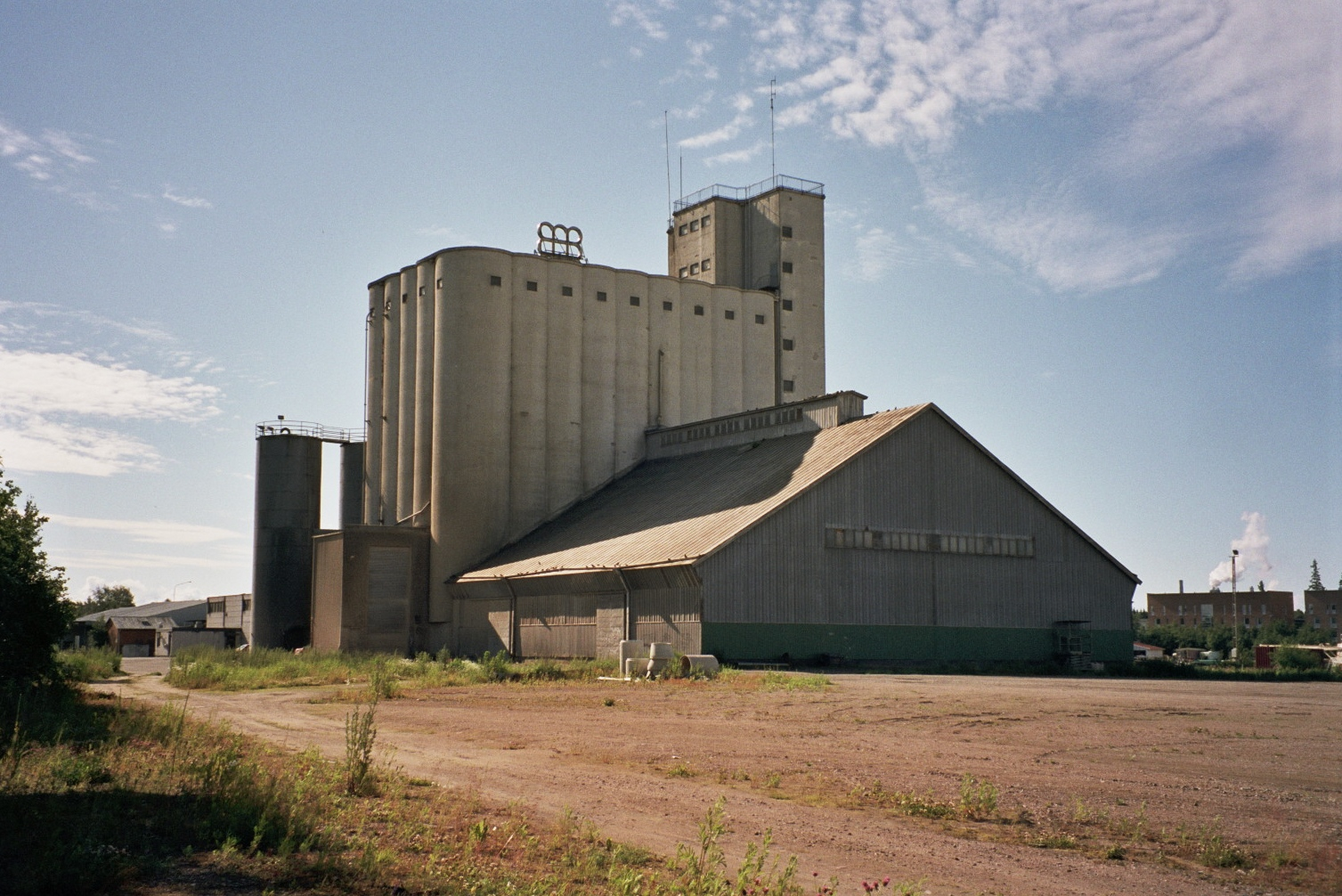
Fábrica de Raisio en Oulu. La fábrica fue derribada en 2012

Raisio Oyj, conocido internacionalmente como Raisio Group, es una compañía finlandesa con sede en el municipio homónimo. Raisio produce Benecol, una selección de comida reductora de colesterol, productos diarios y condimentos. También hacen productos de cereal y productos de papa. Es una de las dos compañías más grandes en fabricación de productos para alimentar animales.